# Иберийско-армянская война
Иберийско-армянская война, также известная как армяно-иберийская война — война между Иберийским царством и Великой Арменией, длившаяся с 50 по 54 год. Является одной из наиболее известных военных конфликтов того времени. Римский историк Публий Корнелий Тацит предоставляет детальное описание данной войны. С его источника (Анналы) можно ознакомиться, чтобы получить всестороннее представление о происходивших событиях.

## Предыстория
Война происходила в то время, когда на Кавказе установился хрупкий баланс сил между Римской и Парфянской империями. В то время Римом правил Клавдий, а Парфией — Вологез I. Кавказскими царствами правили два иберийских брата: Фарсман I (в Иберии) и Митридат (в Армении). Они оба зависели от римской поддержки, которая возвела Митридата на армянский трон в 35 году н. э. Однако 15 лет спустя доверие между братьями пошатнулось, в чём Тацит винил интриги сына Фарасмана — Радамиста.

## Первый этап войны (50—51 гг.)

### Вторжение Иберии в Армению
Опасаясь узурпации со стороны Радамиста, его отец убедил его начать войну со своим дядей и самому претендовать на армянский трон. Иберийцы вторглись[когда?]

 с большой армией и осадили крепость Горнеас (Гарни), в котором находились Митридат Иберийский и римский гарнизон под командованием префекта Целия Поллиона, префекта и центуриона Касперия. Однако Радамист ни штурмом, ни осадой не смог взять крепость.
Поллион, подкупленный Радамистом, предал Митридата и побудил римских солдат сдать крепость. Под этой угрозой Митридат покинул крепость, чтобы заключить мир с Радамистом. Затем Радамист казнил Митридата и его сыновей, несмотря на обещание ненасилия, и стал царём Армении.

### Реакция Рима

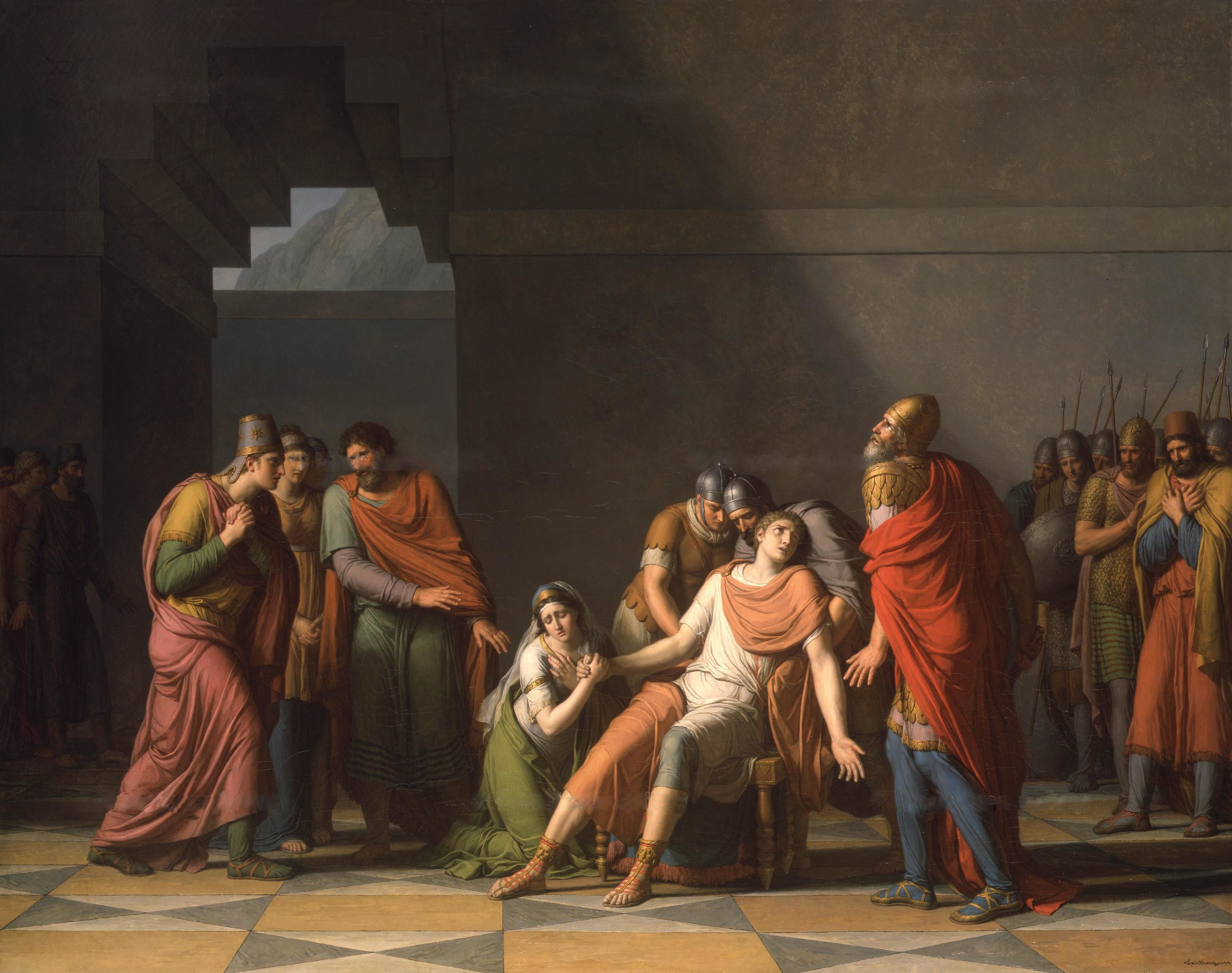
Радамист и Зенобия на картине Жана-Жозефа Тайлассона, 1806 г.

Прокуратор Каппадокии Римской империи Юлий Пелинь вторгся[когда?]

 и опустошил Армению, которой правил Радамист. Однако, действуя, не получив указаний по этому поводу, Пелиньо признал Радамиста новым царём Армении. Губернатор Римской Сирии Гай Уммидий Квадрат послал Эльвидия Приска с Легионом, чтобы исправить эти безобразия, но затем был отозван, чтобы не развязывать войну с парфянами. Об этой узурпации Тацит писал: 
Радамист мог сохранять свои неправедно нажитые богатства до тех пор, пока его ненавидели и он пользовался дурной славой; ибо это было больше в интересах Рима, чем его славный успех.
В других источниках он сказал:
Радамист мог сохранить своё незаконное завоевание, хотя и ненавидел и позорно; потому что это было больше в интересах Рима, чем в его наследовании престола со Славой.

## Второй этап войны (52—54 гг.)

### Вмешательство сторон
Столкнувшись с этим нарушением регионального баланса и опасаясь, что Армения и Иберия объединятся в единое могущественное царство в руках Радамиста, Трдат I вступил в Армению при поддержке Парфянского царства в 53 году н. э. После двух лет войны армянская знать подняла восстание и заменила Радамиста аршакидским принцем Трдатом I. Это было неприемлемо для Рима и положило начало римско-парфянской войне (58—63 гг.)

### Смерть Радамиста и его жены — Зенобии

#### Зенобия

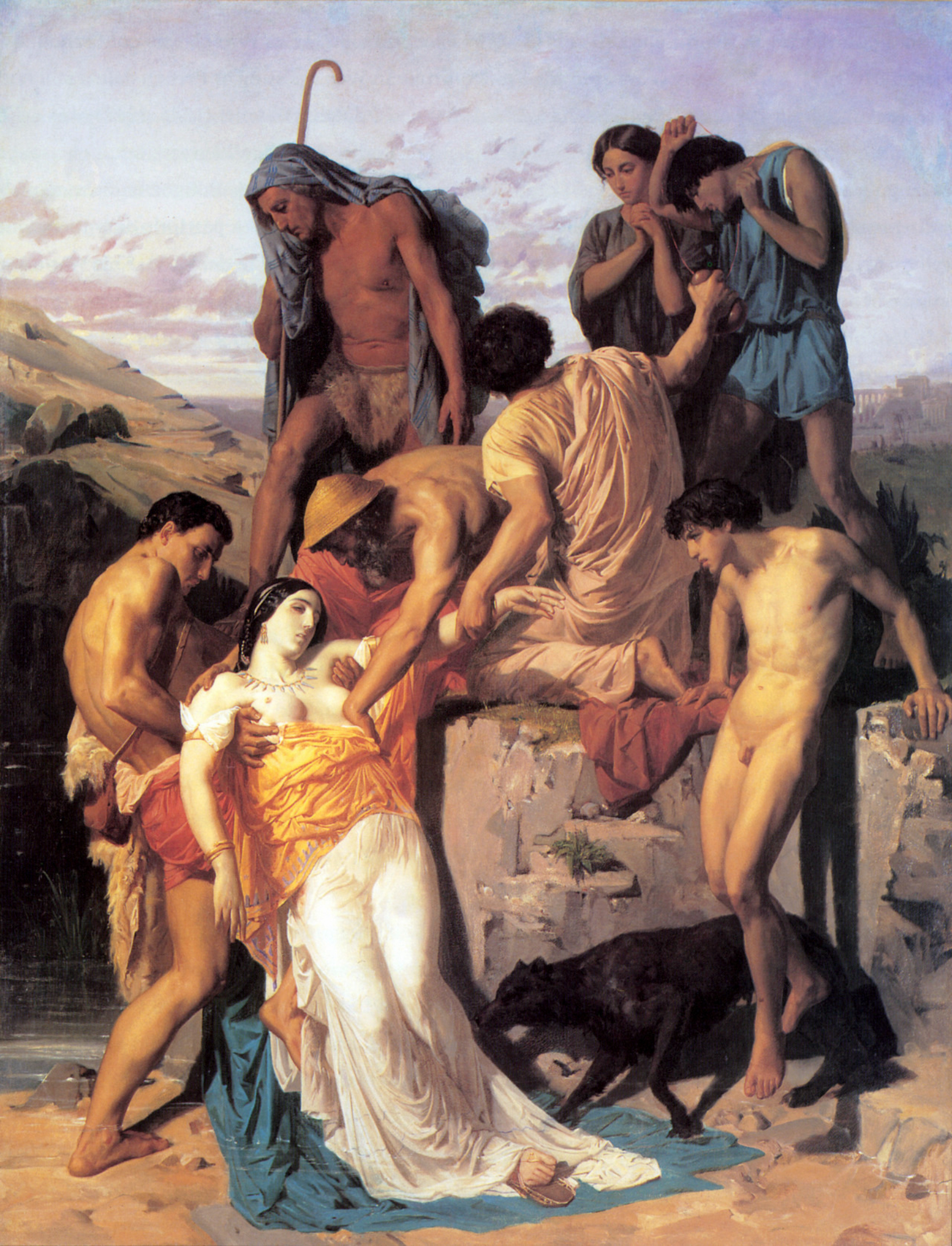
На берегу реки Аракс пастухи находят раненое тело жены Радамиста — принцессы Зенобии.

После того как Радамиста во второй раз свергли, он с женой пустился в бегство. Во время бегства от Тиридата, нового правителя Армении, беременная Зенобия попросила Радамиста убить её, дабы избежать позорного плена. Муж нанёс ей удар мечом и бросил её в воды Аракса. Однако рана оказалась не смертельной, а из воды её вытащили пастухи. Затем она досталась Тиридату, который относился к ней с уважением и почтением.

#### Радамист
Радамист же был казнён своим отцом, обвинившим его в предательстве.